# Jan Vennegoor of Hesselink
Johannes "Jan" Vennegoor of Hesselink (n. Oldenzaal; 7 de noviembre de 1978) es un exfutbolista de los Países Bajos. Jugaba en la posición de delantero y su último club fue el PSV Eindhoven. Mide 1,91 m y pesa 92 kg.

## Trayectoria
La carrera profesional de Vennegoor of Hesselink empezó en la temporada 1996-1997 en el FC Twente. Rápidamente, empezó a destacar por su alta capacidad goleadora, no bajando de los 15 goles por temporada a partir de 1998[cita requerida]. 
En el 2001, se produce un gran salto en su carrera al fichar por el PSV Eindhoven. Durante años se convierte en la referencia en ataque del conjunto neerlandés, hasta que a los 27 años de edad, ficha por el Celtic Football Club. Para la temporada 2009 fichó por el Hull City y al año siguiente, en el mercado de verano, dejó el club inglés para fichar con el club austríaco Rapid de Viena.

## Selección nacional
El 11 de octubre de 2000, debutó con la selección de los Países Bajos, en un partido contra Portugal. En total jugó 16 partidos con la camiseta de la selección de su país.

### Participaciones en Eurocopas
| Eurocopa      | Sede            | Resultado   |
| ------------- | --------------- | ----------- |
| Eurocopa 2008 | Austria y Suiza | 4° de final |

## Clubes
| Club           | País         | Año       |
| -------------- | ------------ | --------- |
| FC Twente      | Países Bajos | 1996-2001 |
| PSV Eindhoven  | Países Bajos | 2001-2006 |
| Celtic FC      | Escocia      | 2006-2009 |
| Hull City      | Inglaterra   | 2009-2010 |
| Rapid de Viena | Austria      | 2010-2011 |
| PSV Eindhoven  | Países Bajos | 2011-2012 |

## Palmarés

### Como jugador

#### Títulos nacionales
| Título                        | Club         | País         | Año     |
| ----------------------------- | ------------ | ------------ | ------- |
| Copa de los Países Bajos      | FC Twente    | Países Bajos | 2000-01 |
| Supercopa de los Países Bajos | FC Twente    | Países Bajos | 2001    |
| Eredivisie                    | PSV Eidhoven | Países Bajos | 2002-03 |
| Supercopa de los Países Bajos | PSV Eidhoven | Países Bajos | 2003    |
| Copa de los Países Bajos      | PSV Eidhoven | Países Bajos | 2004-05 |
| Eredivisie                    | PSV Eidhoven | Países Bajos | 2004-05 |
| Eredivisie                    | PSV Eidhoven | Países Bajos | 2005-06 |
| Liga de Escocia               | Celtic       | Escocia      | 2006-07 |
| Liga de Escocia               | Celtic       | Escocia      | 2007-08 |